# 奧蓋爾隕石
奧蓋爾隕石是在科學上非常重要的碳質球粒隕石，它於1864年墜落於法國的西南部。

## 歷史
它在1864年5月14日晚上8點之後的幾分鐘，大約有20顆石頭墜落在靠近法國南部的奧蓋爾數平方公里的地區內。在同一年，其中的一顆隕石的樣本由自然史博物館（Musée d'Histoire Naturelle）的化學教授弗朗索瓦·斯坦尼斯勞斯Clöez進行了分析，它的重點放在奧蓋爾隕石中發現的有機物。他寫到這顆隕石含有碳、氧，和它的組成和索姆河河谷的泥炭或靠近卡塞爾附近倫科爾（Ringkohl）的褐煤。激烈的科學辯論一直持續的進行到1870年代，質疑其中的有機物是否有可能是生物的起源。

## 成分和分類
奧蓋爾隕石是已知的五種屬於CI球粒隕石中的一種（參見隕石分類），並且是最大的（14（31英磅））。這一群的組成成分和太陽非常相似，不包括氫和氦這些氣態元素，在實質上是相同的。  
由於其非凡的原始成份和相對較大的質量，奧蓋爾隕石是被研究得最多的隕石之一。一個值得注意的發現是奧蓋爾隕石有高度集中的氙 同位素，稱為"氙-HL"。承載這些氣體的是比太陽系本身還要古老，稱為太陽前顆粒，非常細小的鑽石塵埃。
在1962年，Nagy等人宣布發現有有機元素埋置在奧蓋爾隕石中，意味著生物結構起源於外星球。這些元素隨後被指出可能是花粉（包括很長的休眠期）和真菌的孢子（Fitch & Anders, 1963），其實是樣本被汙染或是橄欖石礦物的結晶。

## 騙局
在1965年，有一塊自發現以來一直保存在蒙托邦博物館玻璃罐中的奧蓋爾隕石碎片，在外面原本的玻璃層外觀顯然未受到破壞的情況下，被發現有種子的膠囊埋置在裡面。儘管這發現一開始令人很振奮，但這個種子膠囊顯然是歐洲的燈心草，是使用煤塵偽裝並黏附到碎塊上的，在外面的“融合層”事實上是膠水。雖然動機不為人知，但被認為是場惡作劇，旨在經由展示無機生物物質的轉化，影響19世紀對無生源論的辯論。

## 化石的主張
在2011年，NASA的Richard B. Hoover聲稱奧蓋爾隕石包含一些化石，其中有些類似已知的陸棲物種。Hoover在1997年亦曾宣稱默奇森隕石內有化石。然而，NASA正式與他劃清界線，並認為Hoover的聲明欠缺同儕審查。

## 外部連結
- The Orgueil meteorite from The Encyclopedia of Astrobiology, Astronomy, and Spaceflight （页面存档备份，存于）
- The Orgueil meteorite hoax